# Gert Thys
Gert Thys (Prieska, 12 novembre 1971) è un maratoneta sudafricano.
Il 14 febbraio 1999, nella maratona di Tokyo, ha stabilito il primato nazionale nella disciplina a 2h06'33".

## Altre competizioni internazionali
1993
- Argento alla Maratona di Fukuoka ( Fukuoka) - 2h09'31"

1994
- Oro al Chiba International Cross Country ( Prefettura di Chiba) - 35'35"

1995
- 11º alla Maratona di New York ( New York) - 2h13'28"

1996
- Bronzo alla Maratona di Reims ( Reims) - 2h11'13"
- Oro alla Kansas City Half Marathon ( Kansas City) - 1h03'26"

1998
- Bronzo alla Maratona di Boston ( Boston) - 2h07'52"
- Bronzo alla Maratona di Chicago ( Chicago) - 2h07'45"
- 10º alla Mezza maratona di Lisbona ( Lisbona) - 1h00'55"

1999
- Oro alla Maratona di Tokyo ( Tokyo) - 2h06'33"

2000
- Argento alla Tokyo Half Marathon ( Tokyo) - 1h01'56"
- Oro alla Great South Run ( Portsmouth) - 48'26"
- 6º alla Amsterdam Half Marathon ( Amsterdam) - 1h02'15"
- 14º alla Mezza maratona di Lisbona ( Lisbona) - 1h02'01"
- 7º alla Maratona di Fukuoka ( Fukuoka) - 2h14'28"
- 12º alla Maratona di Londra ( Londra) - 2h11'32"

2001
- 10º alla Maratona di Londra ( Londra) - 2h10'11"

2002
- 4º alla Maratona di Seul ( Seul) - 2h12'46"
- 7º alla Maratona di New York ( New York) - 2h11'46"

2003
- Oro alla Maratona di Seul ( Seul) - 2h08'42"
- 7º alla Maratona di Tokyo ( Tokyo) - 2h12'51"
- 14º alla Maratona di New York ( New York) - 2h16'49"

2004
- Oro alla Maratona di Seul ( Seul) - 2h07'06"
- Oro alla Cape Town Half Marathon ( Città del Capo) - 1h04'02"
- 4º alla Maratona di Fukuoka ( Fukuoka) - 2h14'27"

2005
- Argento alla Maratona di Seul ( Seul) - 2h11'19"

2010
- 6º alla Dalian International Marathon - 2h13'47"
- Argento alla Maratona di Pechino ( Pechino) - 2h15'56"
- Oro alla Cape Town Marathon ( Città del Capo) - 2h22'12"

2011
- Bronzo alla Cape Town Half Marathon ( Città del Capo) - 1h05'20"

2012
- 7º alla Mossel Bay PetroSA Marathon - 2h25'49"
- 22º alla Soweto Marathon ( Soweto) - 2h30'14"

2013
- 4º alla Cape Town Half Marathon ( Città del Capo) - 1h07'06"

2014
- Oro alla Johannesburg Birchwood Half Marathon ( Johannesburg) - 1h07'54"